# San Vicente (Caldearenas)
San Vicente (auch als San Vicente de Aquilué bezeichnet; aragonesisch: Sant Vicient d'Aquilué) ist ein spanischer Ort im Pyrenäenvorland in der Provinz Huesca der Autonomen Gemeinschaft Aragonien. Er gehört heute als Ortsteil zur Gemeinde Caldearenas und hatte im Jahr 2015 16 Einwohner.

## Sehenswürdigkeiten
- Romanische Pfarrkirche San Bartolomé, erbaut im 12. Jahrhundert
- Ermita Nuestra Señora de la Piedad